# Ménagerie de verre
Pour les articles homonymes, voir La Ménagerie de verre (homonymie).

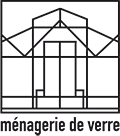

La ménagerie de verre est un théâtre français située rue Léchevin, dans une imprimerie reconstruite du 11e arrondissement de Paris. 
Lieu d’avant garde et d’émergence, la ménagerie de verre est un lieu de danse et de performance, au sens de pratiques transdisciplinaires, fondé et dirigé par Marie-Thérèse Allier. 
Depuis son ouverture en 1983, elle soutient la création à travers des ateliers, des résidences et deux festivals par an qui prennent « le pouls d'une époque » : Étrange cargo au printemps et Les inaccoutumés à l'automne.
Après le décès de Marie-Thérèse Allier, Philippe Quesne est nommé directeur de la Ménagerie de Verre en 2022.

## Histoire

### Le lieu
Au 12-14 rue Léchevin (75011, Paris), dans une imprimerie reconstruite sur les plans de l'architecte Pierre-Louis Faloci (1949), la ménagerie de verre est composée d'« un studio lumineux, dégagé et rayonnant, qui est un peu la tête de la ménagerie [Studio Balanchine] ; un espace sombre, profond, plus brut, qui en serait le ventre, le lieu de gestation [Off] ; des studios où sont organisés les stages [Studios Wigman, Duncan, Diaghilev et Cocteau] ; et des espaces de transition, couloirs, mezzanine, hall, cafétéria, qui structurent l'espace et lient les diverses pratiques artistiques, comme une colonne vertébrale structure le corps ». 
« La ménagerie n'est ni un lieu de spectacle ni une école, mais une maison ». Lieu, dès 1983, de programmation et d'alternatives à la danse classique, à la danse américaine (présentée à l'American Center) et à la danse contemporaine française, la ménagerie de verre s'est imposée comme incontournable dans la programmation de nouvelles pratiques corporelles. Valérie Lang demande à son père Jack Lang, alors ministre de la Culture de François Mitterrand, de trouver un budget pour assurer la pérennité de cette institution. 
La ménagerie de verre propose des cours hebdomadaires et un workshop mensuel aux danseurs amateurs et professionnels.
Le lieu accueille aussi des spectacles du Festival d'Automne.

### Artistes associés à la ménagerie de verre
Lieu de soutien à la Jeune danse française (Daniel Larrieu, Régine Chopinot, Mathilde Monnier, François Raffinot, Philippe Découflé, Georges Appaix, Alain Buffard...), puis aux « conceptuels » (Jérôme Bel, Xavier Le Roy, Tino Sehgal, Boris Charmatz, Emmanuelle Huynh et Olivia Grandville) jusqu'aux nouvelles approches de la scène (Vincent Macaigne, François Chaignaud, Rodrigo Garcia, Théo Mercier, Philippe Quesne ou Yves-Noël Genod).
C'est à la ménagerie de verre, en 1995, que Jérôme Bel a créé sa pièce Jérôme Bel, tournant dans la danse contemporaine. Jérôme Bel s'est servi de l'espace du « Off » de la ménagerie de verre pour exposer et interroger crûment les corps nus des interprètes Frédéric Seguette, Claire Haenni et Éric Affergan.
Des metteurs en scènes comme Pascal Rambert ou Claude Régy ont également utilisé la Ménagerie pour diverses expérimentations scéniques.
C'est aussi à la ménagerie de verre qu'Alain Buffard, interprète notamment auprès de Daniel Larrieu, a monté et présenté la pièce Good Boy en 1998. Un solo, sur ce que le sida fait et lui a fait, repris en 2017 par Matthieu Doze au Centre National de la Danse à l'occasion d'un programme consacré au chorégraphe.

## Résidences
Des artistes sont en résidence d'un an à la ménagerie, en tant qu'artiste associé, avec un soutien à la création, deux cartes blanches, un atelier d'une semaine et la création d'une pièce pour l'espace singulier du « Off »
- Résidences 2014 : Claudia Triozzi et Nicolas Maury
- Résidence 2015 : Volmir Cordeiro
- Résidences 2016 : Gaëlle Bourges et Maxime Kurvers
- Résidences 2017 : César Vayssié et Ivana Müller
- Résidences 2018 : Antonija Livingstone et Clara Le Picard
- Résidences 2019 : Dominique Gilliot
- Résidences 2020 : Marco Berrettini
- Résidences 2021 : Thibaud Croisy
- Résidences 2022 : Alexandre Roccoli

## Festivals
Temps forts de la ménagerie de verre, deux festivals se tiennent chaque année : Étrange Cargo au printemps et Les inaccoutumés à l'automne. 

### Étrange Cargo

#### 2017
- Yves-Noël Genod, La beauté contemporaine
- Jean-Luc Verna, Uceelo, Uccellacci & The Birds
- Gaëlle Bourges, Conjurer la peur
- Galerie, Groupe Show
- Fanni Futterknecht, Across the white
- Malika Djardi, Horion
- Giuseppe Chico & Barbara Matijevic, I've never done this before
- Raimund Hoghe, Lettere Amorose, 1999 - 2017

#### 2019
- Dominique Gilliot et Valérie Mréjen, MANO RANA
- Jonas Chéreau, Baleine
- João Dos Santos Martins, Compagnie
- Julien Prévieux, Of Balls, Books and Hats
- Charles Chemin et Caroline Breton, I hope
- Matthieu Barbin, totemic studies, petits portraits
- Thierry Micouin, Eighteen
- Yuming Hey et le Collectif Rêve Concret, LAC

#### 2021
- Olivia Grandville et Laurent Poitreneaux, La Guerre des pauvres
- Yves Chaudouët, Il Loggiato
- Yuming Hey et Mathieu Touzé, Une absence de silence,
- Raimund Hoghe, Musiques et mots pour Emmanuel,
- Florian Pautasso & Grégoire Schaller, Crash
- Alexandre Roccoli, Di Grazia
- Isild Le Besco, Chemin de l’âme
- Anna Gaiotti, Les Antécédentes.

#### 2022
- Charles Chemin, Figures
- Matthieu Barbin, Les cents mille derniers quarts d’heure
- Thierry Micouin, Jour Futur
- Alix Boillot, Scénographie potentielle
- Pau Simon, La grande remontée
- Alexandre Roccoli et Roberta Lidia De Stefano, Di Grazia
- Annabelle Pulcini, ½ plié
- Duncan Evenou, MississipiS

### Les inaccoutumés

#### 2017
- Théo Mercier, La fille du collectionneur (exceptionnellement au théâtre Nanterre-Amandiers)
- Théo Mercier et François Chaignaud, Radio Vinci Park
- Claudia Triozzi, Un CCN en terre et en paille
- Ivana Müller, Conversations déplacées
- Marie-Caroline Hominal, Where's the MC
- Mårten Spångberg, Nature in IRL (Universal)
- César Vayssié, EXEMPLE, The raw and the cooked research
- Olivia Grandville, À l'Ouest

#### 2019
- Dominique Gilliot, Différentes Choses
- Annabelle Chambon, Cédric Charron et Jean-Emmanuel Belot, Sit on it
- Ivana Müller et Gaëlle Obiégly, Entre-Deux
- Eszter Salamon, M/OTHERS
- Julia Perazzini, Holes & Hills
- Liz Santoro et Pierre Godard, Noisy Channel No. 2.
- Elsa Michaud et Gabriel Gauthier, Rien que pour vos yeux
- Hélène Iratchet, Sketches.

#### 2021
- Cassiel Gaube, Soirée d’études
- Ivana Müller, Conversations déplacées
- Gaëlle Bourges et Gwendoline Robin, Confluence
- Marco Berrettini, My soul is my visa
- Dominique Brun, RSRB
- François Chaignaud, Nijinska / Un Bolero
- Latifa Laâbissi et Antonia Baehr, Consul et Meshie
- Benjamin Karim Bertrand, Vestiges,
- César Vayssié, Péter le cube,

#### 2022
- Alexandre Roccoli, Ars moriendi + Lesbo/ Λέσβος 2174
- Isild Le Besco & Peggy Grelat-Dupont, Chemin de l’âme,
- François Stemmer, Rimb
- Bénédicte Le Lamer, L’hôte
- Gerald Kurdian, lX ! (un opéra fantastique)
- Emmanuel Eggermont, ABERRATION
- Igor Cardellini & Tomas Gonzalez, Un spectacle
- Colectivo Malasangre, Qué Bolero o En tiempos de inseguridad nacional
- Yuming Hey et Mathieu Touzé, Une absence de silence